# 谷城站 (湖北省)
穀城站，位于中华人民共和国湖北省襄阳市穀城县城关镇，是襄渝铁路上的火车站，建于1968年。车站又武汉铁路局十堰车务段管辖，办理客运业务，2011年车站对客运设施进行改造，2012年3月开始停靠汉十动车组列车；货运办理整车普通货物到发，货运发送量占十堰车务段管辖车站的三分之一。车站设有通往中铁大桥局集团第六工程有限公司穀城桥梁工厂的专用线。穀城桥梁工厂于1969年为供应焦枝铁路轨枕而成立。

## 車站周邊
- 农村商业银行谷城火车站分社
- 中国邮政储蓄银行谷城火车站邮政储蓄所
- 城关镇过山中心小学
- 过山纺织工业园
- 白云酒店